# جاك بكستون
جاك بكستون (بالإنجليزية: Jake Buxton)‏ (4 مارس 1985 في المملكة المتحدة - ) هو لاعب كرة قدم بريطاني في مركز الدفاع. لعب مع ديربي كاونتي وAlfreton Town F.C. ‏ ونادي مانسفيلد تاون ونادي بيرتن ألبيون.

## وصلات خارجية
- جاك بكستون على موقع قاعدة بيانات كرة القدم.إي يو (الإنجليزية)
- جاك بكستون على موقع Soccerbase.com (لاعب) (الإنجليزية)
- جاك بكستون على موقع Soccerbase.com (مدرب) (الإنجليزية)
- جاك بكستون على موقع Soccerway.com (الإنجليزية)
- جاك بكستون على موقع عالم كرة القدم.نت (الإنجليزية)